# Поняска
Поняска (рум. Poneasca) — село у повіті Караш-Северін в Румунії. Входить до складу комуни Бозовіч.
Село розташоване на відстані 334 км на захід від Бухареста, 29 км на південь від Решиці, 98 км на південний схід від Тімішоари.

## Населення
За даними перепису населення 2002 року у селі проживали 78 осіб. Рідною мовою 73 особи (93,6%) назвали румунську.
Національний склад населення села:
| Національність | Кількість осіб | Відсоток |
| -------------- | -------------- | -------- |
| румуни         | 68             | 87,2%    |
| чехи           | 6              | 7,7%     |